# Бринк, Антон Францевич
Антон Францевич Бринк (1851—1925) — русский учёный-артиллерист, главный инспектор морской артиллерии Российского императорского флота, генерал-лейтенант корпуса морской артиллерии. Один из наиболее авторитетных артиллерийских специалистов российского флота в начале XX века, автор значительного количества научных трудов, главный конструктор большинства крупнокалиберных артиллерийских орудий, состоявших на вооружении российского флота в конце XIX—начале XX веков.

## Биография
Родился 1 декабря 1851 года[по какому календарю?]. 
В 1872 году окончил артиллерийское отделение Штурманского училища Морского ведомства в Кронштадте и поступил на службу в корпус морской артиллерии. 30 августа 1873 года произведен в прапорщики корпуса морской артиллерии.
В 1878 году он успешно окончил Михайловскую артиллерийскую академию.
В 1878—1886 годах служил артиллерийским конструктором на Обуховском заводе, где спроектировал ряд морских орудий, принятых на вооружение российским флотом. 1 января 1880 года произведен в поручики корпуса морской артиллерии. 1 января 1885 года произведен в штабс-капитаны со старшинством 1 января 1884 года.
В 1886—1897 годах служил в артиллерийском отделе Морского технического комитета.
1 января 1889 года произведён в капитаны; 9 октября 1889 года назначен исправляющим должность помощника главного инспектора морской артиллерии; 1 января 1892 года произведён в подполковники; 6 декабря 1894 года произведён в полковники; 24 февраля 1897 года назначен исправляющим должность старшего помощника главного инспектора морской артиллерии; 15 марта 1899 года назначен членом Конференции Михайловской артиллерийской академии и 18 апреля того же года награждён орденом Св. Владимира 3-й степени.
1 апреля 1901 года произведен в генерал-майоры. 11 октября 1902 года назначен председателем комиссии для производства морских артиллерийских опытов. 6 апреля 1903 года награжден орденом Св. Станислава I степени. 1 января 1906 года назначен преподавателем Михайловcкой артиллерийской академии. Главный инспектор морской артиллерии в 1907—1911 годах. 6 мая 1909 года произведен в генерал-лейтенанты.
Начальник артиллерийского отдела Главного управления кораблестроения и снабжений с 1911 года. 10 апреля 1911 года награжден орденом Св. Владимира II степени.
18 марта 1913 года вышел в отставку по состоянию здоровья.
Умер 30 мая 1925 года.
А. Ф. Бринк является одним из авторов теории проектирования артиллерийских орудий; автор ряда научных трудов.

## Артиллерийские орудия, спроектированные А. Ф. Бринком
- 6"/35 морская пушка
- 8"/35 морская пушка
- 8"/45 морская пушка
- 9"/35 морская пушка
- 10"/45 морская пушка
- 12"/30 морская пушка

## Избранная библиография
- Сопротивление труб, цилиндров и орудий, состоящих из одного или многих слоев, действию внешних давлений (Морской сборник. — 1889);
- Влияние наклонного положения оси цапф на точное наведете орудий (Морской сборник. — 1893);
- Прочность снарядов и действие ударных трубок в канале орудия и при встрече с вертикальными преградами (1895);
- Проектирование артиллерийских орудий. Часть 1-я. Сопротивление цилиндров и конусов продольному разрыву (1901);
- Внутренняя баллистика. Часть 1-я. Свойства порохов и действие их в закрытых сосудах и в артиллерийских орудиях (1901, переведено на английский язык)[3].